# Пфорцен
Пфо́рцен (нем. Pforzen) — община в Германии, в земле Бавария. Подчиняется административному округу Швабия. Входит в состав района Восточный Алльгой. Население составляет 2124 человека (на 31 декабря 2010 года). Занимает площадь 23,69 км².
Первое письменное упоминание о поселении под названием Forzheim на месте современной коммуны датировано 897 годом. Современное название используется с 1481 года.
В 2006 году в Пфорцене было открыто несколько курганов эпохи бронзового века.
В 2015—2018 годах в глиняном карьере Хаммершмиде («Hammerschmiede») нашли кости передвигавшихся на прямых ногах (лазанье на прямых конечностях) представителей человекообразных обезьян вида Danuvius guggenmosi, живших 11,62 млн лет назад (тортонский ярус).